# 米爾福德 (緬因州)
米爾福德（英語：Milford）是一個位於美國緬因州佩諾布斯科特縣的鎮。

## 人口
根據2020年美國人口普查的數據，米爾福德的面積為118.62平方千米，當中陸地面積為118.18平方千米，而水域面積為0.44平方千米。當地共有人口3069人，而人口密度為每平方千米26人。